# Hrachik Javakhyan
Hrachik Javakhyan (em armênio: Հրաչիկ Ջավախյան, Vanadzor, 6 de julho de 1984) é um boxista armênio que representou seu país nos Jogos Olímpicos de Verão de 2008, realizados em Pequim, na República Popular da China. Competiu na categoria leve onde conseguiu a medalha de bronze após perder nas semifinais para o russo Aleksei Tishchenko.